# Mont-sur-Meurthe
Pour les articles homonymes, voir Mont.
Mont-sur-Meurthe est une commune française située dans le département de Meurthe-et-Moselle, en région Grand Est.

## Géographie
|                      | Vitrimont        | Rehainviller |
| Blainville-sur-l'Eau | Mont-sur-Meurthe | Xermaménil   |
|                      | Lamath           |              |

### Hydrographie
La commune est dans le bassin versant du Rhin au sein du bassin Rhin-Meuse. Elle est drainée par la Meurthe, la Mortagne, le ruisseau de Landecourt et le ruisseau des Étangs,.
La Meurthe, d'une longueur de 161 km, prend sa source dans la commune du Valtin et se jette  dans la Moselle à Pompey, après avoir traversé 53 communes. Les caractéristiques hydrologiques de la Meurthe sont données par la station hydrologique située sur la commune de Damelevières. Le débit moyen mensuel est de 33,1 m3/s. Le débit moyen journalier maximum est de 654 m3/s, atteint lors de la crue du 10 avril 1983. Le débit instantané maximal est quant à lui de 729 m3/s, atteint le 27 mai 1983.

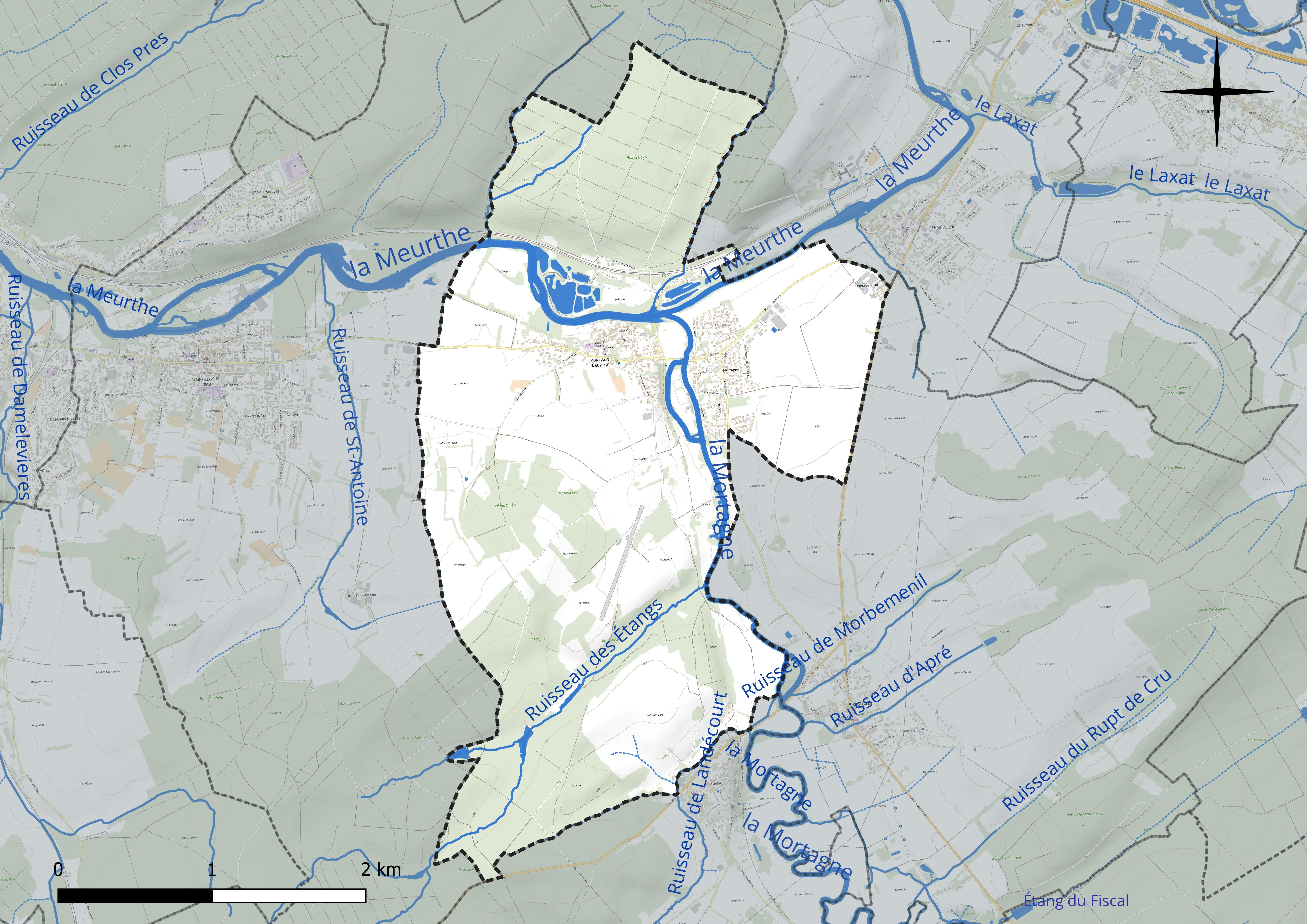
Réseau hydrographique de Mont-sur-Meurthe.

La Mortagne, d'une longueur de 75 km, prend sa source dans la commune de Saint-Léonard et se jette  dans la Meurthe sur la commune, après avoir traversé 26 communes. 

### Climat
Pour des articles plus généraux, voir Climat du Grand Est et Climat de Meurthe-et-Moselle.
En 2010, le climat de la commune est de type climat océanique dégradé des plaines du Centre et du Nord, selon une étude du Centre national de la recherche scientifique s'appuyant sur une série de données couvrant la période 1971-2000. En 2020, Météo-France publie une typologie des climats de la France métropolitaine dans laquelle la commune est exposée à un climat semi-continental et est dans la région climatique  Lorraine, plateau de Langres, Morvan, caractérisée par un hiver rude (1,5 °C), des vents modérés et des brouillards fréquents en automne et hiver. 
Pour la période 1971-2000, la température annuelle moyenne est de 9,6 °C, avec une amplitude thermique annuelle de 16,9 °C. Le cumul annuel moyen de précipitations est de 777 mm, avec 11,3 jours de précipitations en janvier et 9,5 jours en juillet. Pour la période 1991-2020, la température moyenne annuelle observée sur la station météorologique de Météo-France la plus proche, « Nancy-Essey », sur la commune de Tomblaine à 22 km à vol d'oiseau, est de 11,0 °C et le cumul annuel moyen de précipitations est de 746,3 mm. 
La température maximale relevée sur cette station est de 40,1 °C, atteinte le 24 juillet 2019 ; la température minimale est de −24,8 °C, atteinte le 21 février 1956,,. 
Les paramètres climatiques de la commune ont été estimés pour le milieu du siècle (2041-2070) selon différents scénarios d'émission de gaz à effet de serre à partir des nouvelles projections climatiques de référence DRIAS-2020. Ils sont consultables sur un site dédié publié par Météo-France en novembre 2022.

## Urbanisme

### Typologie
Au 1er janvier 2024, Mont-sur-Meurthe est catégorisée commune rurale à habitat dispersé, selon la nouvelle grille communale de densité à sept niveaux définie par l'Insee en 2022.
Elle est située hors unité urbaine. Par ailleurs la commune fait partie de l'aire d'attraction de Nancy, dont elle est une commune de la couronne,. Cette aire, qui regroupe 353 communes, est catégorisée dans les aires de 200 000 à moins de 700 000 habitants,.

### Occupation des sols
L'occupation des sols de la commune, telle qu'elle ressort de la base de données européenne d’occupation biophysique des sols Corine Land Cover (CLC), est marquée par l'importance des territoires agricoles (52,1 % en 2018), une proportion sensiblement équivalente à celle de 1990 (52,4 %). La répartition détaillée en 2018 est la suivante : forêts (34,3 %), terres arables (29 %), prairies (20,3 %), zones urbanisées (6,1 %), milieux à végétation arbustive et/ou herbacée (4,3 %), eaux continentales (3,2 %), zones agricoles hétérogènes (2,8 %). L'évolution de l’occupation des sols de la commune et de ses infrastructures peut être observée sur les différentes représentations cartographiques du territoire : la carte de Cassini (XVIIIe siècle), la carte d'état-major (1820-1866) et les cartes ou photos aériennes de l'IGN pour la période actuelle (1950 à aujourd'hui).

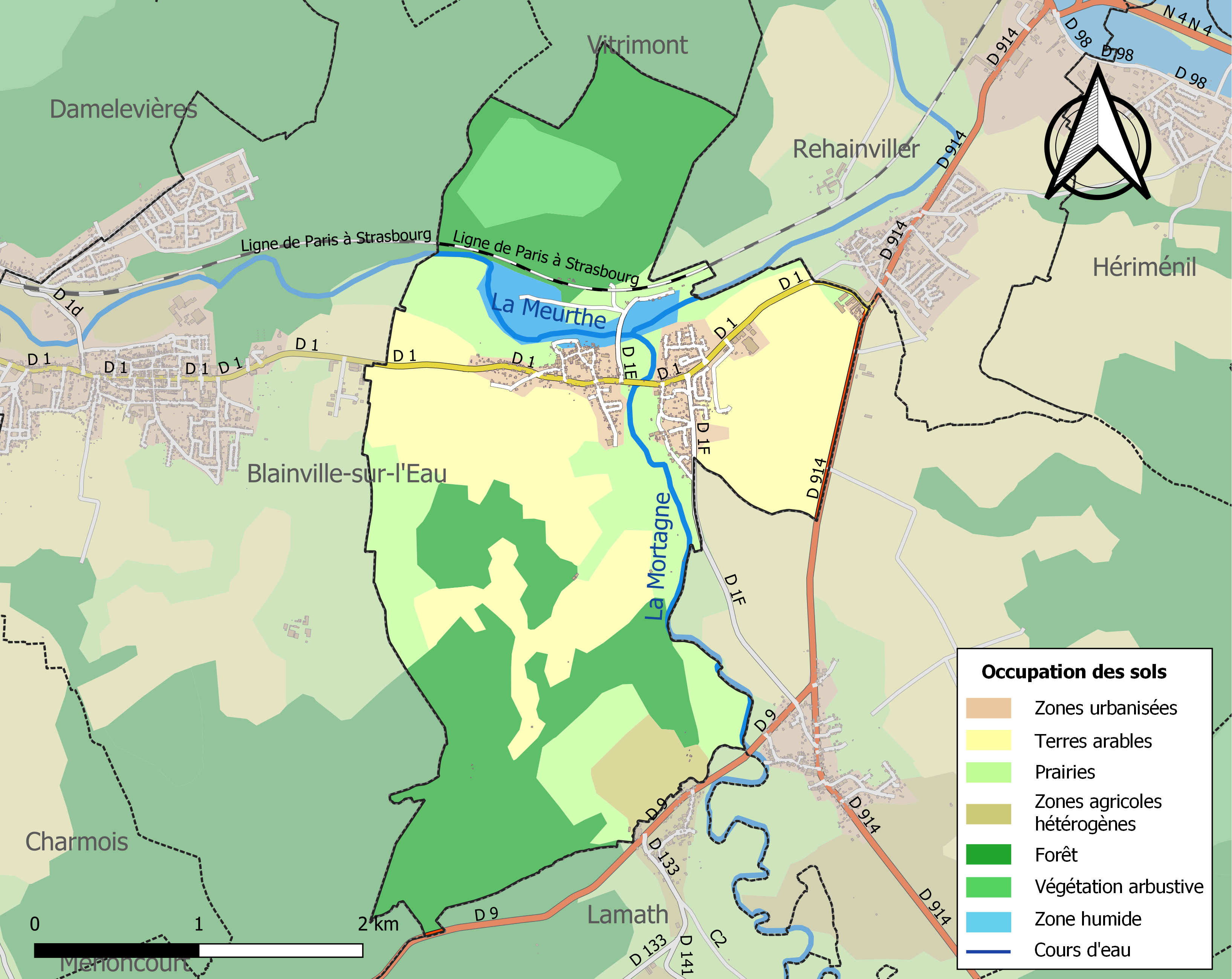
Carte des infrastructures et de l'occupation des sols de la commune en 2018 (CLC).

## Toponymie
Le nom de la localité est attesté sous les formes Montis (1114) ; Ecclesia de Monz (1120) ; Mons (1315) ; Montes, Montes supra Mortanam (1402) ; Mon (1481) ; Monts (1779).

De l'oïl mont.
La rivière Meurthe, qui traverse le territoire de la commune, est un cours d'eau du Grand Est, affluent de la Moselle et sous-affluent du Rhin, qui prend sa source dans le département des Vosges. Elle a donné son nom au département de la Meurthe de 1790 à 1871 dont la part principale est devenue le département de Meurthe-et-Moselle, après l'annexion par l’Empire allemand d'une partie de la Lorraine, et le rattachement de deux arrondissements mosellans à la Meurthe : Briey et Longwy.

## Histoire
Le village doit son origine à la période gallo-romaine. Une villa, appelée Montano, prétend la tradition, est bâtie par les Romains, le long de la route de Mont à Xermaménil. Des débris de poterie, des fragments de vases, des pièces de monnaie (datées de 110 à 192 apr. J.-C.) sont retrouvés en 1911.
Mont-sur-Meurthe est entièrement brûlée et détruite par les Suédois en 1675. En fait, cette date correspond à un épisode de la libération de la Hollande de la présence espagnole. La guerre dite de Hollande n’est pas seulement hollandaise mais aussi française, car le roi de France, menacé d’encerclement par l’Espagne, lutte contre l’Empire. À cette date, Mont-sur-Meurthe fait partie du Saint-Empire romain germanique et le duc de Lorraine (futur empereur) est en lutte ouverte contre le roi ce qui signifie que ce sont les soldats du roi de France qui ont brûlé le village et non les Suédois. La Suède a retiré ses armées depuis 1634 et ne s’est jamais aventurée aussi loin en Lorraine (guerre de Trente Ans : 1618-1648). En 1675, elle s’intéresse plutôt à la Pologne qui est bien plus proche. » (Détails historiques apportés par un aimable historien, M. Denis L.)[réf. nécessaire].
Il ne reste que deux ménages en 1712. C’est vers 1768 que la population augmente avec l’arrivée d’étrangers. La terre de Mont appartenait à différents seigneurs. De cette époque, il ne reste aujourd’hui que le château avec des occupants ne descendant d’aucune famille seigneuriale.
Le 8 fructidor an 12, les gendarmes Bastien et Goeury ont été envoyés dans la commune de Mont, pour arrêter le nommé Henri Malgras, déserteur ; un attroupement s’est formé en cette commune et s’est mis en rébellion ouverte contre les gendarmes ; les voies de fait les plus répréhensibles ont été employées pour faire évader le déserteur qui était déjà arrêté. Le tribunal civil de l’arrondissement de Lunéville, par jugement rendu le 19 vendémiaire an 13, a condamné la commune de Mont, comme responsable civilement des voies de fait commises par ses habitants, à six cents francs de dommages et intérêts envers lesdits gendarmes, à une amende de pareille somme envers l’État, aux frais et coût dudit jugement et à la restitution de la valeur du chapeau et du mouchoir enlevés à l’un des gendarmes ci-dessus désignés. Le préfet du département de la Meurthe a rendu un arrêté (en 8 articles) en exécution des articles 7, 8 et 9 du titre V de la loi du 10 vendémiaire an 4, en vertu de laquelle le jugement dont il s’agit a été rendu.
Mont va connaître à nouveau les affres de la guerre. Le 24 août 1914, le village est bombardé, son pont détruit, treize maisons incendiées. Il est rebâti et seules quelques habitations portent encore les stigmates.
En ce qui concerne la guerre 1939-1945, Mont a souffert comme toutes les communes voisines : privations, déportation. Une fois de plus, son pont sur la Meurthe saute la dernière année des hostilités.

## Politique et administration
| Période                                  | Période                   | Identité                                           | Étiquette | Qualité                                                   |
| ---------------------------------------- | ------------------------- | -------------------------------------------------- | --------- | --------------------------------------------------------- |
| Les données manquantes sont à compléter. |                           |                                                    |           |                                                           |
| avant 1995                               | 2014                      | Yves Willer                                        | PS        | Conseiller général du canton de Gerbéviller (depuis 1994) |
| mars 2014                                | En cours (au 25 mai 2020) | Jonathan Kurkiency, Réélu pour le mandat 2020-2026 |           | Profession libérale                                       |

## Population et société

### Démographie
L'évolution du nombre d'habitants est connue à travers les recensements de la population effectués dans la commune depuis 1793. Pour les communes de moins de 10 000 habitants, une enquête de recensement portant sur toute la population est réalisée tous les cinq ans, les populations de référence des années intermédiaires étant quant à elles estimées par interpolation ou extrapolation. Pour la commune, le premier recensement exhaustif entrant dans le cadre du nouveau dispositif a été réalisé en 2004.

En 2022, la commune comptait 1 132 habitants, en évolution de +1,71 % par rapport à 2016 (Meurthe-et-Moselle : −0,13 %, France hors Mayotte : +2,11 %).
| 1793 | 1800 | 1806 | 1821 | 1831 | 1836 | 1841 | 1846 | 1851 |
| ---- | ---- | ---- | ---- | ---- | ---- | ---- | ---- | ---- |
| 257  | 266  | 298  | 308  | 319  | 353  | 361  | 381  | 417  |

| 1856 | 1861 | 1872 | 1876 | 1881 | 1886 | 1891 | 1896 | 1901 |
| ---- | ---- | ---- | ---- | ---- | ---- | ---- | ---- | ---- |
| 359  | 409  | 371  | 361  | 455  | 368  | 339  | 365  | 390  |

| 1906 | 1911 | 1921 | 1926 | 1931 | 1936 | 1946 | 1954 | 1962 |
| ---- | ---- | ---- | ---- | ---- | ---- | ---- | ---- | ---- |
| 466  | 487  | 481  | 480  | 491  | 518  | 490  | 469  | 512  |

| 1968 | 1975 | 1982  | 1990 | 1999 | 2004 | 2006 | 2009  | 2014  |
| ---- | ---- | ----- | ---- | ---- | ---- | ---- | ----- | ----- |
| 523  | 610  | 1 021 | 976  | 947  | 914  | 927  | 1 092 | 1 119 |

| 2019  | 2022  | - | - | - | - | - | - | - |
| ----- | ----- | - | - | - | - | - | - | - |
| 1 117 | 1 132 | - | - | - | - | - | - | - |

## Culture locale et patrimoine

### Lieux et monuments

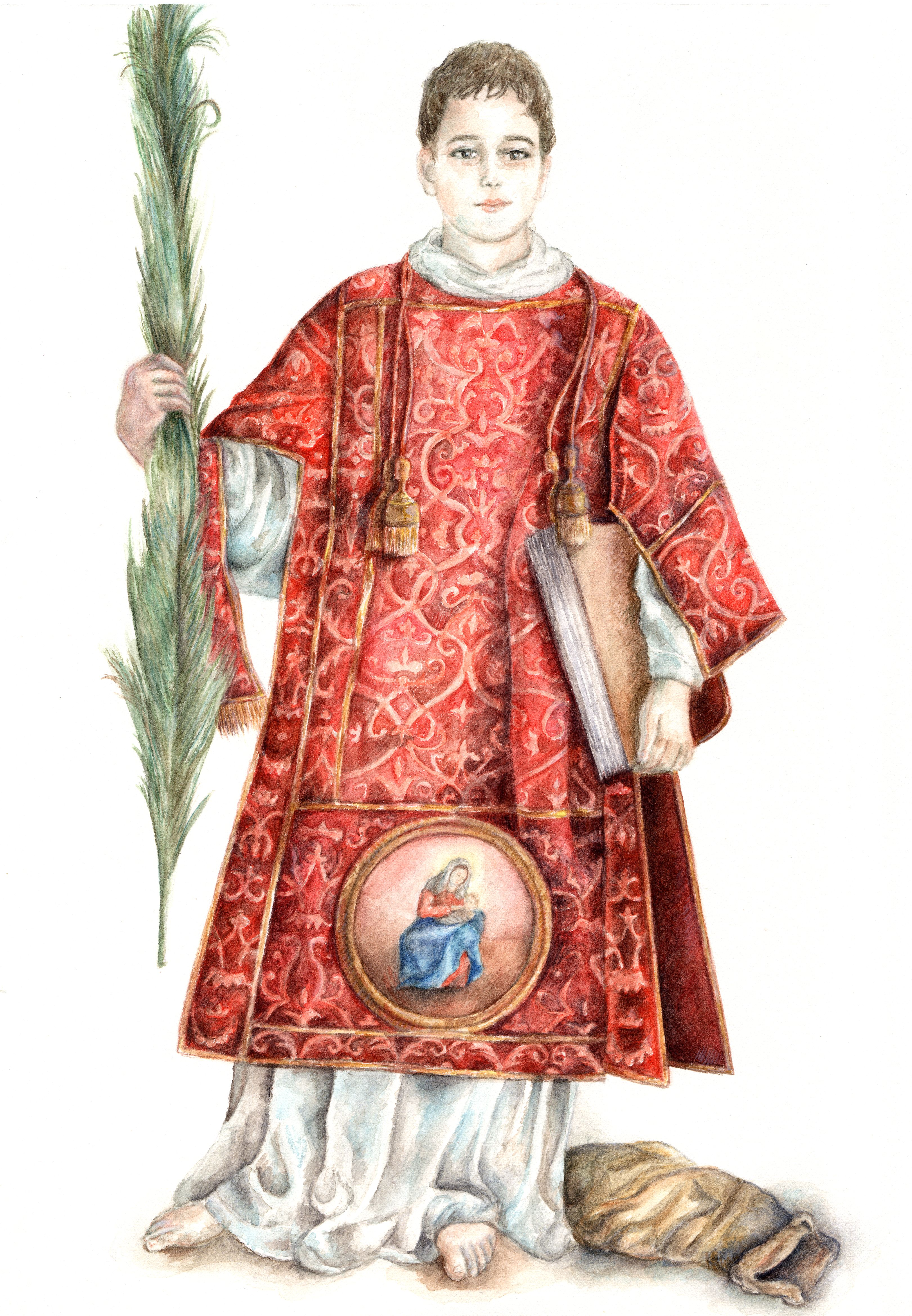
Saint Césaire de Terracina, ancien patron de Mont-sur-Meurthe (avec saint Aignan).

L'église est déjà citée en 1259 mais son origine serait encore plus lointaine : la première chapelle en 1347 dédiée à saint Césaire de Terracina, une seconde en 1535, sans doute placée sous le vocable de Notre-Dame-de-la-Pitié. Au XXIe siècle, saint Aignan la protège. Le musée de l’église, peu connu et peu visité, en dévoile toujours les statues. L'autel du XVIIIe siècle est remis en valeur grâce à un ancien curé, le père Louis Thiaucourt qui a su interpeller la commune et par ce biais les Monuments historiques. Mont-sur-Meurthe détient une pièce originale et unique dans la région.

### Héraldique, logotype et devise
| Blason de Mont-sur-Meurthe | Blason  | D'azur au pairle renversé d'argent, accompagné en chef de deux pattes d'aigle affrontées d'or mouvant des flancs et en pointe d'une étoile du même. |
| Blason de Mont-sur-Meurthe | Détails | Ce blason s'inspire de celui de la famille des Fours, seigneur du lieu aux XVIIe et XVIIIe siècles. Le chevron porté par cette famille est transformé en pairle renversé pour indiquer que Mont sur Meurthe se trouve au confluent de la Mortagne et de la Meurthe. Le pairle renversé délimite un triangle d'azur en pointe, ce qui peut faire penser à un "mont". Le statut officiel du blason reste à déterminer. |